# Långtjärnen (Norrala socken, Hälsingland)
Långtjärnen är en sjö i Söderhamns kommun i Hälsingland och ingår i Nianån-Norralaåns kustområde. Sjön har en area på 0,0577 kvadratkilometer och ligger 31 meter över havet.

## Delavrinningsområde
Långtjärnen ingår i det delavrinningsområde (680833-156707) som SMHI kallar för Mynnar i havet. Medelhöjden är 24 meter över havet och ytan är 5,89 kvadratkilometer. Räknas de 6 avrinningsområdena uppströms in blir den ackumulerade arean 38,62 kvadratkilometer. Avrinningsområdets utflöde Höljån mynnar i havet. Avrinningsområdet består mestadels av skog (84 procent). Avrinningsområdet har 0,15 kvadratkilometer vattenytor vilket ger det en sjöprocent på 2,5 procent. Bebyggelsen i området täcker en yta av 0,06 kvadratkilometer eller 1 procent av avrinningsområdet.